# خط دفاعی آمستردام
خطوط دفاعی آمستردام (در هلندی به نام Stelling van Amsterdam, pronounced [ˌstɛlɪŋ vɑn ɑmstərˈdɑm]) استحکاماتی به طول ۱۳۵ کیلومتر (۸۴ مایل) به صورت حلقه ای از دیوارهای اطراف آمستردام است. این مجموعه دارای ۴۲ قلعه است که ۱۰–۱۵ کیلومتر (۶٫۲–۹٫۳ مایل) از مناطق مرکز و پست آن در زمان جنگ به راحتی زیر آب می‌روند. این سیل به گونه ای طراحی شده بود که ژرفایی در حدود ۳۰ سانتیمتر (۱۲ اینچ) به جای می‌گذاشت که برای عبور قایق‌ها بسیار کم است. هر ساختمان در مجاورت ۱ کیلومتر (۰٫۶۲ مایل) باید از چوب ساخته می‌شد تا بتوان آنها را هنگام لزوم سوزاند و مانع دشمن شد.
خط دفاع آمستردام بین سال‌های ۱۸۸۰ و ۱۹۲۰ ساخته شد. اختراع هواپیما و تانک، قلعه‌ها را خیلی زود منسوخ کرد. اکنون بسیاری از قلعه‌ها تحت کنترل شورای شهر و اداره طبیعت است. عموم مردم می‌توانند از آنها بازدید کنند و ورود در روز بنای یادبود، دومین شنبه ماه سپتامبر رایگان است.

## عملکرد
Stelling van Amsterdam در درجه اول یک خط دفاعی آبی (هلندی: waterlinie) بود. به وسیله آن، در صورت حمله دشمن، زمین‌های وسیعی در اطراف آمستردام غرق آب می‌شد و مانع از پیشروی دشمن می‌گشت. آمستردام به عنوان تابعی از حفاظ استحکامات ملی یا reduit، به عنوان آخرین سنگر هلند تلقی می‌گردید. قلعه جاهایی ساخته می‌شد که در آنها جاده‌ها، راه‌آهن‌ها یا جوی‌ها از خط آب عبور می‌کردند؛ در چنین نقاطی، آبی برای متوقف کردن دشمن وجود نداشت و بنابرین هدف در این قلعه‌ها، گلوله‌باران دشمن بود.

## ساخت و ساز

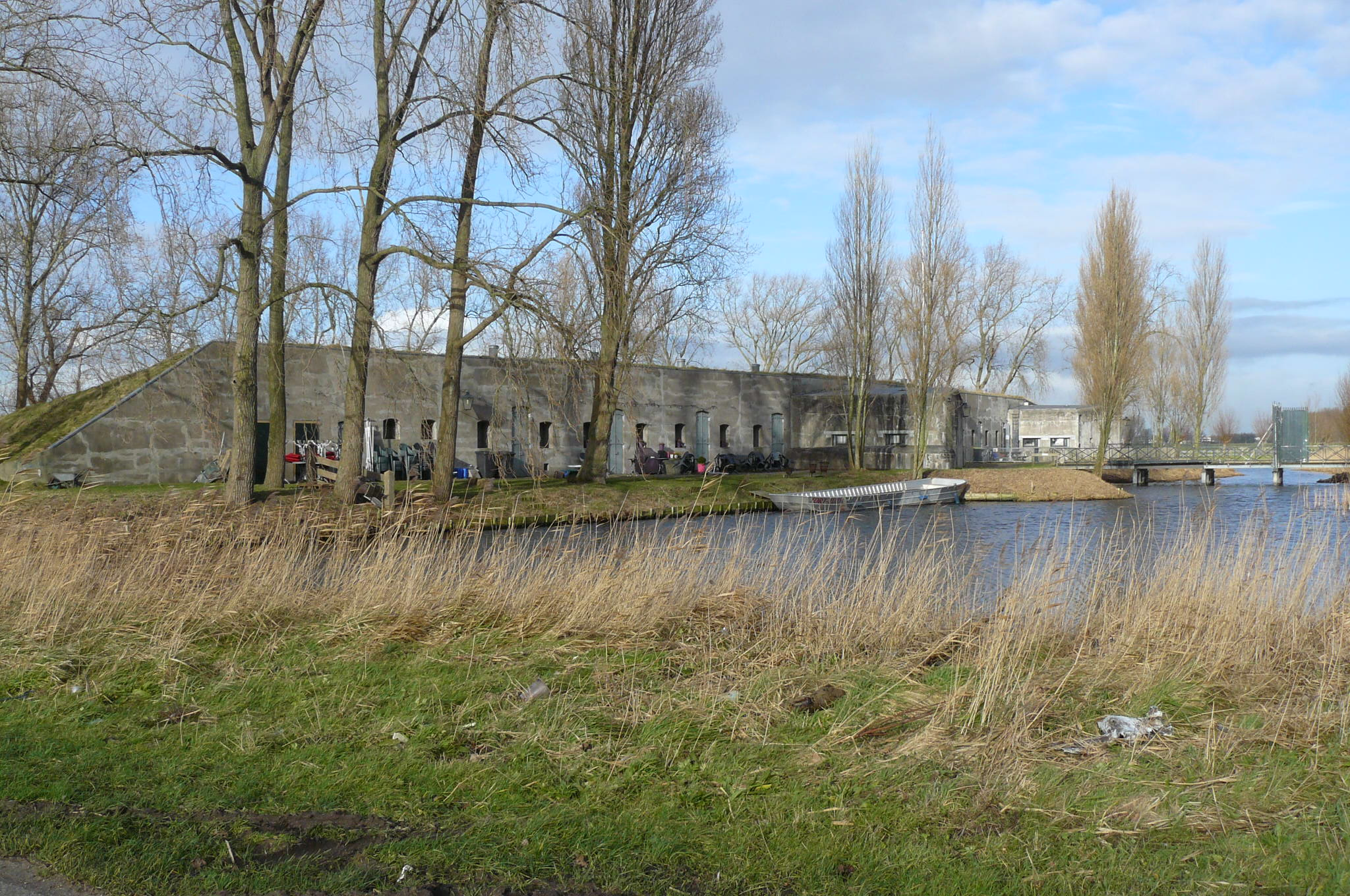
نمونه ای از مهندسی یک پناهگاه

قانون ساخت استلینگ ون آمستردام در سال ۱۸۷۴، چند سال پس از وحدت آلمان به تصویب رسید؛ زیرا که آن کشور یک قدرت بزرگ نوپا در مرز شرقی هلند بود. در طول برنامه‌ریزی قبل از ساخت دیوار، طراحیش به وضوح توسط پیشرفت‌های فنی مدرن منسوخ شده بود. اختراع پوسته انفجاری قوی و فیوز ضربه ای، که به مهمات اجازه می‌داد در اثر ضربه منفجر شوند و استحکامات آجری را به راحتی از جای خود خارج کنند، تغییر سنگ‌تراشی به قلعه‌های بتنی را ضروری کرده بود. هلندی‌ها هنوز تجربه لازم در استفاده و ساخت بتن را نداشتند و بنابراین باید آزمایش‌های گسترده‌ای انجام می‌شد. سازه‌های بتنی با سنگین‌ترین توپخانهٔ موجود در آن زمان گلوله‌باران شدند. تأخیرهای بیشتر ناشی از این واقعیت بود که پایه‌های شنی باید چندین سال ته‌نشین می‌شد تا اینکه قلعه‌ها روی آن‌ها ساخته شوند. تنها در سال ۱۸۹۷ ساخت و ساز واقعی بالاخره آغاز شد.

## سرویس
استلینگ ون آمستردام هرگز خدمات رزمی ندید و استفاده از هواپیما آن را پس از جنگ جهانی اول منسوخ کرد. با این حال، تا زمانی که در سال ۱۹۶۳ از رده خارج شود، نگهداری و سرویس می‌شد و در حال عملیاتی قرار داشت.